# Pristimantis onorei
Pristimantis onorei es una especie de anfibio anuro de la familia Craugastoridae.

## Distribución geográfica
Esta especie es endémica de Ecuador. Se encuentra en las provincias de Pichincha y Cotopaxi.

## Descripción
Los machos miden de 17 a 20 mm y las hembras miden 20 mm.

## Etimología
Esta especie lleva el nombre en honor a Giovanni Onore.

## Publicación original
- Rödder & Schmitz, 2009: Two new Pristimantis (Anura, Strabomantidae) belonging to the myersi group from the Andean slopes of Ecuador. Revue Suisse de Zoologie, vol. 116, n.º 2, p. 275-288[2]